# Georg Engelhard Schröder

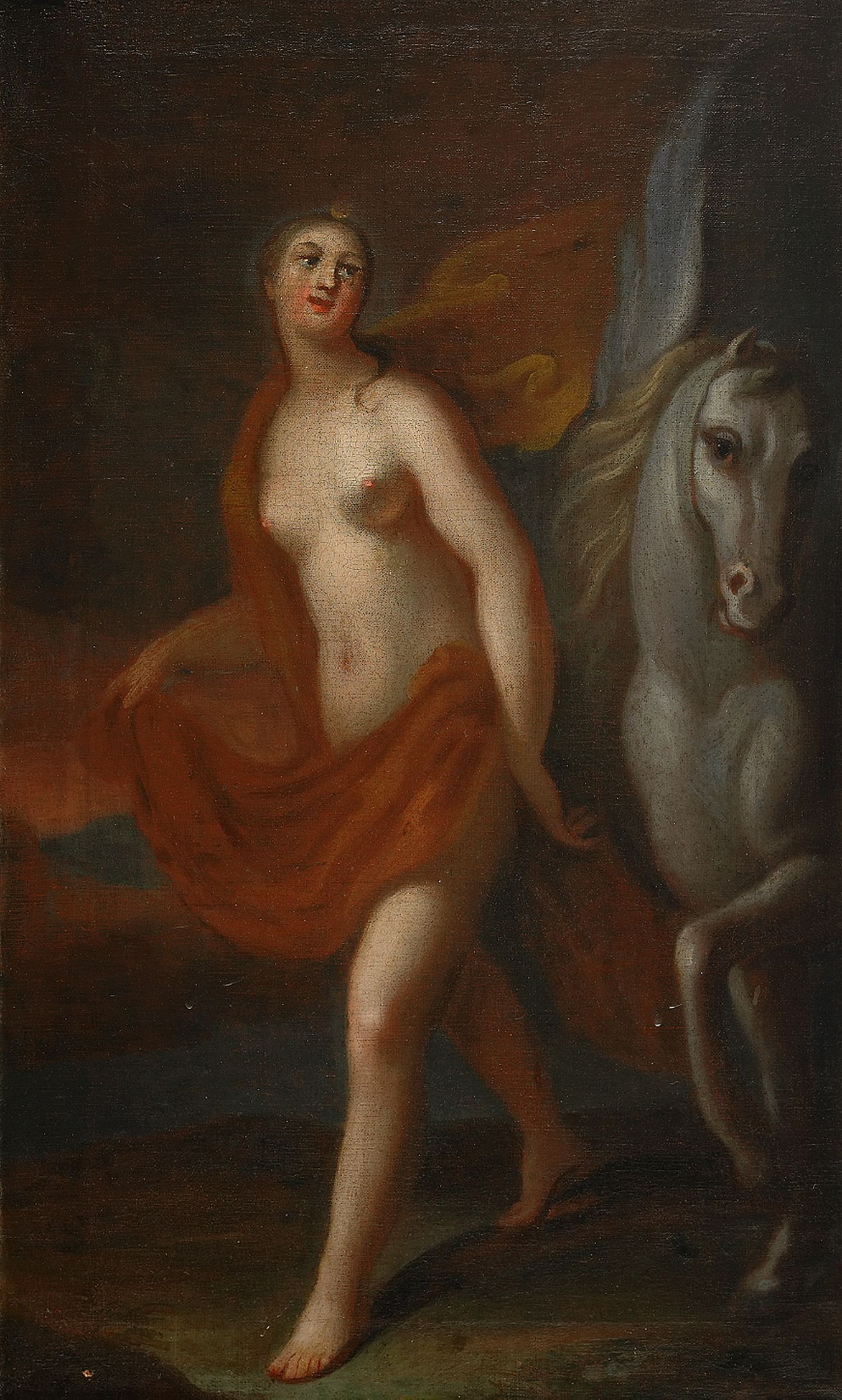
Georg Engelhard Schröder, Athene und Pegasus

Georg Engelhard Schröder (* 31. Mai 1684 in Stockholm; † 17. Mai 1750) war ein schwedischer Porträt- und Historienmaler.

## Leben
Schröders Vater, Veit Engelhard Schröder († 1710), war ein Goldschmied aus Nürnberg, der 1670 mit seiner Frau Lucia Lindemeyer in Stockholm einwanderte. Schröder wurde in frühen Jahren ein Schüler des Malers David von Krafft (1655–1724), dessen Atelier er 1703 für Auslandsstudien verließ.
In den folgenden 21 Jahren besuchte Schröder verschiedene Regionen in Europa. Zunächst wohnte er eine Zeit in Norddeutschland, bevor er nach Italien weiter zog. Er blieb fünf Jahre in Venedig, wo er Kopien Alter Meister schuf, Veduten malte und in Kontakt mit der Pastellmalerin Rosalba Carriera (1675–1757) stand. Weiter in Rom bezog er seine Inspirationen unter anderem von Carlo Dolci (1616–1686), Carlo Maratta (1625–1713), Francesco Trevisani (1656–1746) und anderen Barockmalern. Außerdem eignete er sich die schnelle und oberflächliche Darstellungsweise an, die zu dieser Zeit zur italienischen Kunst gehörte. In Paris erhielt Schröder neue Impulse durch den Maler Noël-Nicolas Coypel (1690–1734). Danach wohnte er sieben Jahre in London, wo er von Godfrey Knellers (1646–1723) Arbeiten und Michael Dahls Porträtkunst beeinflusst wurde.
Als Daniel von Krafft 1724 starb, wurde Schröder nach Schweden beordert, um seinem alten Lehrmeister im Dezember desselben Jahres als königlicher Hofporträtmaler zu folgen. Kurz darauf heiratete Schröder 1727 Anna Birgitta Spöring. Friedrich I. legte großen Wert auf seinen Konterfeikünstler und ließ Schröder zahlreiche Porträts von sich und seiner Frau Ulrike Eleonora anfertigen. 1745 ernannte man Schröder zum Hofintendanten. Aufgrund der zahlreichen Aufträge sammelte Schröder im Laufe der Jahre ein achtbares Vermögen an. In den 1740er Jahren kam hauptsächlich durch den Maler Gustaf Lundberg (1695–1786) ein neuer französischer Stil nach Schweden und die Nachfrage nach Schröders Arbeiten nahm ab. Damit war Schröder einer der letzten schwedischen Künstler des 18. Jahrhunderts mit überwiegend italienischem Einfluss.
Das schwedische biografische Handlexikon von 1906 beschreibt seine Kunst wie folgt:
„Auch wenn er lange nicht der vornehmste Maler seiner Zeit war, so zählte er zu den meist beschäftigten. Seine Arbeiten sind nicht selten etwas wacklig und unbestimmt, was in Vereinigung mit der sehr ungleichmäßigen Ausführung viele seiner Bilder weniger ansprechend für den Kunstkenner macht. Er hat jedoch Werke hinterlassen, die davon zeugen, dass er, wenn er ernsthaft sein ganzes Potenzial einsetzte, in der Lage war warme und tiefe Auffassungsgabe darzustellen und großes Geschick an Farbbehandlung und Detailtreue vorzutragen.“
Einer seiner bekannten Schüler war der Maler Alexander Roslin (1718–1793).

## Werkauswahl
- Hedwig-Eleonora-Kirche, Stockholm: Altargemälde Kreuzigung Jesu 1738
- Schlosskirche Drottningholm, Uppland: Altargemälde Das erste Abendmahl
- Deutsche Kirche, Stockholm: Altargemälde Das erste Abendmahl
- Kirche von Norrtälje, Uppland: Altargemälde Das erste Abendmahl
- Kirche von Mariefred, Södermanland: verschiedene Gemälde
- Kirche Överenhörna, Södermanland: Altargemälde 1736
- Universität Uppsala, Uppland: Johannes der Täufer bei der Predigt
- Göteborgs konstmuseum: Apelles malt Venus
- Schwedisches Nationalmuseum, Stockholm: Die vier Elemente
- Schloss Drottningholm, Uppland: Die drei Grazien
- Universität Stockholm: Eine kleine Allegorie über die Stände des schwedischen Reiches
- Königliche Kunstakademie, Stockholm: ein Selbstporträt 1729